# David Verburg
David Verburg (Lynchburg, 14 maggio 1991) è un velocista statunitense.

## Biografia
In carriera ha collezionato una medaglia d'oro olimpica a Rio 2016, due ai campionati del mondo di Mosca 2013 e Pechino 2015, una ai mondiali indoor di Sopot 2014 e due alle IAAF World Relays del 2014 e del 2015. Si è trattato in tutti i casi di medaglia d'oro per la staffetta 4×400 metri.
Nel 2015 è stato campione statunitense assoluto dei 400 metri piani.

## Progressione

### 400 metri piani
| Stagione | Tempo | Luogo      | Data      | Rank. Mond. |
| -------- | ----- | ---------- | --------- | ----------- |
| 2018     | 46"43 | Clermont   | 12-5-2018 |             |
| 2017     | 45"85 | Sacramento | 22-6-2017 |             |
| 2016     | 44"82 | Eugene     | 3-7-2016  | 21º         |
| 2015     | 44"41 | Eugene     | 26-6-2015 | 11º         |
| 2014     | 45"03 | Ponce      | 17-5-2014 | 22º         |
| 2013     | 44"75 | Des Moines | 21-6-2013 | 9º          |
| 2012     | 45"06 | Fairfax    | 5-5-2012  | 24º         |
| 2011     | 46"09 | Princeton  | 15-5-2011 | 134º        |
| 2010     | 46"27 | Fairfax    | 1-5-2010  |             |
| 2009     | 47"28 | Greensboro | 20-6-2009 |             |

### 400 metri piani indoor
| Stagione | Tempo | Luogo       | Data      | Rank. Mond. |
| -------- | ----- | ----------- | --------- | ----------- |
| 2017/18  | 48"45 | New York    | 3-2-2018  |             |
| 2015/16  | 46"27 | New York    | 20-2-2016 | 25º         |
| 2013/14  | 45"62 | Albuquerque | 23-2-2014 | 8º          |
| 2012/13  | 46"26 | New York    | 1-2-2013  | 18º         |
| 2011/12  | 46"52 | Nampa       | 9-3-2012  | 33º         |
| 2010/11  | 47"75 | Blacksburg  | 19-2-2011 |             |
| 2009/10  | 47"40 | Boston      | 7-3-2010  | 136º        |
| 2008/09  | 48"69 | Boston      | 15-3-2009 |             |

## Palmarès
| Anno | Manifestazione            | Sede           | Evento      | Risultato  | Prestazione | Note                                             |
| ---- | ------------------------- | -------------- | ----------- | ---------- | ----------- | ------------------------------------------------ |
| 2010 | Mondiali juniores         | Moncton        | 4×400 m     | Oro        | 3'04"76     | Miglior prestazione mondiale stagionale under 20 |
| 2012 | Campionati NACAC under 23 | Irapuato       | 400 m piani | Oro        | 45"14       |                                                  |
| 2012 | Campionati NACAC under 23 | Irapuato       | 4×400 m     | Oro        | 3'03"81     |                                                  |
| 2013 | Mondiali                  | Mosca          | 4×400 m     | Oro        | 2'58"71     | Miglior prestazione mondiale stagionale          |
| 2014 | Mondiali indoor           | Sopot          | 400 m piani | 4º         | 46"21       |                                                  |
| 2014 | Mondiali indoor           | Sopot          | 4×400 m     | Oro        | 3'02"13     | Record mondiale                                  |
| 2014 | World Relays              | Nassau         | 4×400 m     | Oro        | 2'57"25     | Record dei campionati                            |
| 2015 | World Relays              | Nassau         | 4×400 m     | Oro        | 2'58"43     | Miglior prestazione mondiale stagionale          |
| 2015 | Mondiali                  | Pechino        | 400 m piani | Semifinale | 44"71       |                                                  |
| 2015 | Mondiali                  | Pechino        | 4×400 m     | Oro        | 2'57"82     | Miglior prestazione mondiale stagionale          |
| 2016 | Giochi olimpici           | Rio de Janeiro | 400 m piani | Semifinale | 45"61       |                                                  |
| 2016 | Giochi olimpici           | Rio de Janeiro | 4×400 m     | Oro        | 2'57"30     | Miglior prestazione personale stagionale         |
| 2017 | World Relays              | Nassau         | 4×400 m     | Oro        | 3'02"13     |                                                  |

## Campionati nazionali
- 1 volta campione nazionale dei 400 m piani (2015)

## Altre competizioni internazionali
2015
- 5º in Diamond League con 3 p.